# Evaristo Mazzón
	Honorio Evaristo Mazzón Duarte (ur. 4 kwietnia 1960) – urugwajski bokser.
Uczestniczył w Letnich Igrzyskach Olimpijskich, w 1984 roku, przegrał w pierwszej rundzie w wadze lekkopółśredniej z Apelu Ioanem.